# Доронин, Андрей Владимирович
Андрей Владимирович Доронин (род. 20 декабря 1973) — советский и российский хоккеист, защитник.

## Биография
Начинал играть в команде второй лиги «Корд» Щёкино (1990/91 — 1991/92). В сезонах 1991/92 — 1993/94 выступал за «ЦСКА-2», провёл 18 матчей в составе ЦСКА в чемпионате МХЛ. Играл за клубы «Химик» Воскресенск (1993/94 — 1995/96), «Капфенберг» (Австрия, 1996/97), ЦСКА и «ЦСКА-2» (1997/98), «Нефтяник» Альметьевск (1997/98 — 1998/99), «Нефтяник» Лениногорск (1999/2000 — 2000/01, 2001/02), «Рубин» Тюмень (2000/01), «Гомель» (Кубок Белоруссии, 2001/02), «Липецк» (2002/03).
На рубеже 1995—1996 годов играл за сборную России (сборную клубов) против сборной Канады.